# Hexatoma perdecora
Hexatoma perdecora är en tvåvingeart som först beskrevs av Alexander 1914.  Hexatoma perdecora ingår i släktet Hexatoma och familjen småharkrankar.
Artens utbredningsområde är Peru. Inga underarter finns listade i Catalogue of Life.